# شاه‌بیگم (ضیاءالسلطنه)
شاه‌بیگم خانم، ملقب به ضیاءالسلطنه (۱۲۱۴–۱۲۹۰ ق) هفتمین دختر فتحعلی‌شاه قاجار از همسر یهودی‌تبارش مریم خانم بود. او یکی از بانفوذترین زنان دربار فتحعلی شاه به‌شمار می‌رفت. شاه‌بیگم خانم از محبوب‌ترین فرزندان فتحعلی‌شاه بود و به دلیل فضل و کمالات، به او لقب ضیاءالسلطنه، به معنی نورِ پادشاهی داده شد. شاه‌بیگم خانم همچنین از خوشنویسان برجسته عصر قاجار نیز به‌شمار می‌آید.

## زندگی‌نامه

### پیشینه خانوادگی
مادر شاه‌بیگم خانم، مریم خانم، پیش از ازدواج با فتحعلی‌شاه، از زنان حرمسرای آقامحمدخان قاجار بود. سلطان احمد میرزا عضدالدوله در تاریخ عضدی ذکر کرده است که پس از مرگ آقامحمدخان، اختلافی بین فتحعلی‌شاه که بر تخت نشسته بود و برادرش حسینقلی خان ثانی بر سر مریم‌خانم درگرفت. دلباختگی همزمان حسینقلی خان ثانی (برادر فتحعلی شاه) به مریم خانم منجر به اختلاف شدید این دو برادر گردید و یکی از دلایلی که منجر به قتل حسینقلی خان در سال ۱۲۱۸ قمری انجامید، همین اختلاف بود. درنهایت مریم‌خانم به همسری فتحعلی شاه درآمد.

### تولد و جوانی
شاه‌بیگم خانم در سال ۱۲۱۴ قمری (۱۷۹۹ میلادی) متولد شد و از همان کودکی نزد آسیه‌خانم مهدعلیا، مادر فتحعلی شاه، رشد یافت و تربیت او را مهدعلیا برعهده داشت.

دربارهٔ ظاهر و اخلاق ضیاءالسلطنه نظرات متفاوتی وجود دارد. برخی چون اسماعیل رائین او را «زشت‌رو و بدخلق» معرفی کرده‌اند. رائین معتقد است که: 
ضیاءالسلطنه زشت‌رو، قد کوتاه، بد قواره و بدخوی بود. این خانم به دلیل داشتن این خصوصیات تا چهل و پنج سالگی شوهر نکرد، کسی حاضر نبود با وی سر کند.
 اما منابع معتبری مانند ناسخ‌التواریخ و تاریخ عضدی، و نوشته‌های فضل‌الله حسین شیرازی، ضیاءالسلطنه را زنی زیبارو، فاضل، باهوش و مدیر دانسته‌اند.

محمدتقی سپهر، در ناسخ‌التواریخ آورده است که:
 [...]شاه بیگم مشهور به ضیاءالسلطنه است، او مادر شاهزاده محمود میرزا؛ در سرای درونی شهریار، نگارنده اسرار بود و صیت حسنش، افسانه تمام بلدان و امصار.
فضل‌الله حسینی شیرازی، در تذکره خاوری در وصف شاه‌بیگم خانم می‌نویسد که: 
زهره زهرای اوج سلطنت سنیه و بیضه سپهر خلافت بهیه، نواب خورشید احتجاب، شاه بیگم الملقبه به ضیاءالسلطنه العلیه… جلوه‌گر عرصه وجود و وجود فایضه الجودش، شورافکن عالم شهود آمد. همانا دست قدرتی آفتاب دیگر در پرده مشرق تقدیر پنهان داشت و به جهت افزونی ضیاء سلطنت، شاهنشاه جهان بر اوج ظهورش برافراشت. درحقیقت حورای انسیه‌ای است که آرایش روضه زمین است و با وجود این حورای انسیه، حکایت حورای خلدیه افسانه‌ای ریزه‌خوار احسان. اگرچه در ظاهر جذب قلب محرومان را بغایت مهربان و رو گشاده است ولیکن باطناً به مصلحت رموز کار رسوم تند خوئی و ترش روئی را نیز از کف ندارد.
نزدیکی شاه‌بیگم خانم به مهدعلیا تأثیر عمیقی بر شخصیت و جایگاه اجتماعی ضیاءالسلطنه گذاشت و علاوه بر قدرتی که در اندرونی به‌دست‌آورد، او را نورچشمی پدرش قرار داد و از مقربان دربار گشت. ضیاءالسلطنه در دربار قاجار وظایف مهمی بر عهده داشت، از جمله نوشتن نامه‌های محرمانه و کتابت اشعار فی‌البداهه شاه. همچنین خزاین سلطنتی و اموال قیمتی مهدعلیا پس از مرگ او به ضیاءالسلطنه واگذار شد. وی زنی بانفوذ، دانا و مدیر بود و املاک وسیعی داشت که شخصاً اداره می‌کرد. ضیاءالسلطنه در برگزاری جشن‌ها و مناسبت‌های سلطنتی نقش اصلی داشت و به‌طور سالانه در جشن تولد فتحعلی شاه، تمامی شاهزادگان و اهالی حرمخانه در منزل او گرد می‌آمدند و شاه نیز به او هدایای گران‌بها تقدیم می‌کرد.

عضدالدوله در تاریخ عضدی آورده است که:
ضیاءالسلطنه را، مهدعلیا مادر فتحعلی شاه در نزد خود نگاه داشته بود. بعد از مرگ مهدعلیا، جواهر و اثاثیه نفیس او به ضیاءالسلطنه داده شد. تمام دستگاه او، از حرمخانه خارج و جداگانه بود؛ از طویله و فراشخانه و غیره. نوکرهایی معتبر داشت از جمله شعبانعلی خان وزیر ضیاءالسلطنه در آن زمان از خوانین بسیار معتبر بود. فتحعلی شاه، منتهای محبت را به ضیاءالسلطنه داشت؛ در تحریر و تقریر یگانه بود؛ به مقتضای (الاسماء تنزل من السماء) لقبش نمونه ای از حسن منظر و جمال او بود و دستخطهای فتحعلی شاه را او می‌نوشت، بخصوص نوشتجات محرمانه شاه خطاب به هر کس بود به خط ضیاءالسلطنه بود. نسخ را خوش می‌نوشت؛ مصاحف و کتب ادعیه و زیارات متعدد نوشته است.

### ازدواج
ضیاءالسلطنه تا زمان مرگ فتحعلی شاه از ازدواج خودداری کرد و اصرار داشت تا پایان عمر مجرد بماند. اما در سال ۱۲۵۱ قمری به دستور برادرزاده‌اش، محمدشاه قاجار در سن ۳۷ سالگی به عقد حاجی میرزا مسعود انصاری گرمرودی، وزیر امور خارجه وقت درآمد. مراسم عقد باشکوهی با حضور شاه و شاهزادگان بلندپایه برگزار شد.
شبی که از حرمخانه بیرون می‌رفت، محمد شاه به دیدن ضیاءالسلطنه آمد. تمام شاهزادگان تا خانه وزیر امور خارجه به اتفاق و احترام ضیاءالسلطنه رفتند. وقتی که حاجی میرزا آقاسی و میر محمد مهدی امام جمعه برای اجرای عقد آمدند، خود ضیاءالسلطنه از عقب پرده صحبت و احوالپرسی از آنان می‌نمود؛ به حاجی میرزا آقاسی گفت: چون شما از عرفان دم می‌زنید و از طرف حاجی میرزا مسعود وکالت دارید، وکیل من هم باید میرزا نصرالله صدرالممالک اردبیلی باشد که سالک طریقت است.

### همسر و فرزندان
از ازدواج ضیاءالسلطنه و میرزا مسعود چهار فرزند به جای ماند:
- میرزا حسن خان انصاری نایب الوزاره
- میرزا حسین خان مصباح السلطنه
- شهشاه بیگم (آغاخان)، همسر میرزا معصوم خان
- شاهزاده بیگم، همسر اول میرحسین خان میرفندرسکی و سپس حاج میرزا هادی همدانی

### درگذشت
ضیاءالسلطنه که چندسالی بود که در عتبات عالیات معتکف بود، در سال ۱۲۹۰ قمری درگذشت و در همان‌جا دفن گردید. پس از فوت او، لقب «ضیاءالسلطنه» توسط ناصرالدین شاه به دختر پنجم خودش داده شد.

## جایگاه ادبی و هنری
ضیاءالسلطنه صاحب مستغلات فراوان و از ملاکان بزرگ زمان خود بود.او همچنین در هنرهای مختلف همچون خوشنویسی (شکسته، نسخ و رقاع)، نقاشی و دوزندگی استادی کامل داشت. چندین قرآن و کتاب دعا به خط او باقی‌مانده که از جمله یک قرآن به خط نسخ و رقاع به سال ۱۲۶۵ قمری که در کتابخانه حرم فاطمه معصومه در قم نگهداری می‌شود.